# تاماریس د کامپس
تاماریس د کامپس (به اسپانیایی: Tamariz de Campos) یک شهرستان در اسپانیا است که در استان وایادولید واقع شده‌است.